# Ceranisus
Ceranisus is een geslacht van vliesvleugeligen uit de familie Eulophidae. De wetenschappelijke naam van dit geslacht is voor het eerst geldig gepubliceerd in 1842 door Walker.

## Soorten
Het geslacht Ceranisus omvat de volgende soorten:
- Ceranisus amanosus Doganlar, Gumovsky & Doganlar, 2009
- Ceranisus americensis (Girault, 1917)
- Ceranisus antalyacus Triapitsyn, 2004
- Ceranisus barsoomensis Triapitsyn, 2005
- Ceranisus bozovaensis (Doganlar, 2003)
- Ceranisus femoratus (Gahan, 1932)
- Ceranisus hirsutus Doganlar & Triapitsyn, 2007
- Ceranisus hoddlei Triapitsyn & Morse, 2005
- Ceranisus jabanitarlensis Doganlar, Gumovsky & Doganlar, 2011
- Ceranisus lepidotus Graham, 1963
- Ceranisus loomansi Triapitsyn & Headrick, 1995
- Ceranisus menes (Walker, 1839)
- Ceranisus nigricornis Motschulsky, 1863
- Ceranisus nigrifemora De Santis, 1961
- Ceranisus onuri Doganlar, 2010
- Ceranisus pacuvius (Walker, 1838)
- Ceranisus planitianus Erdös, 1966
- Ceranisus russelli (Crawford, 1911)
- Ceranisus semitestaceus Motschulsky, 1863
- Ceranisus udnamtak Triapitsyn, 2005
- Ceranisus ukrainensis Doganlar, Gumovsky & Doganlar, 2011
- Ceranisus votetoda Triapitsyn, 2005